# 竺道壹
竺道壹，又称竺道一，吴郡人，晋朝佛教高僧。
其自幼于瓦官寺出家，拜竺法汰为师，受到简文帝厚遇。同门师兄昙一也极富德望。后迁住平江虎丘山，又到越州若耶溪嘉祥寺住持寺务，人称九州都维那，隆安年中圆寂。